# 竹山村
竹山村，隸屬於嘉義縣鹿草鄉。東鄰松竹村，南接碧潭村、光潭村，西鄰朴子市松華里、梅華里、義竹鄉溪洲村，北隔豐稠村、朴子市新庄里。